# Хиллиард, Роберт
Роберт Мартин Хиллиард (англ. Robert Martin Hilliard; 7 апреля 1904 года — 22 февраля 1937 год) — ирландский боксёр, бывший священник Церкви Ирландии и коммунист. Погиб в Гражданской войне в Испании, где воевал в составе интернациональных бригад на стороне республиканцев.

## Биография
Родился 7 апреля 1904 года в Ирландии в семье владельца нескольких магазинов. Сначала обучался в гимназии города Корк а затем в школе Маунтджой в Дублине.
В 1921 году поступил в дублинский Тринити-колледж, где заинтересовался идеями социализма и ирландского республиканизма и стал на профессиональной основе заниматься спортом. Особый интерес проявлял к хёрлингу и боксу. В 1924 году представлял Ирландию на Летних Олимпийских играх в Париже в качестве боксёра. В 1925 году досрочно прекратил учёбу в Тринити-колледже и переехал в Англию, где стал работать журналистом и рекламщиком. Впоследствии заинтересовался учением Евангелической церкви и решил возобновить учёбу в Тринити-колледже, который закончил в 1931 году. В 1932 году был рукоположен в сан священника протестантской ирландской церкви. Был прикреплён к собору Святой Анны в Белфасте.
Но из-за социалистических убеждений у Хиллиарда стали возникать конфликты с церковным руководством и тогда он покинул Церковь Ирландии. Вскоре Хиллиард связался с Коммунистической партии Великобритании и вернулся к журналистике. Под влиянием новых убеждений, Хиллиард стал марксистом и атеистом, вступил в Коммунистическую партию Ирландии.
С началом гражданской войны в Испании отправился помогать испанским республиканцам. Воевал против франкистов в составе бригады Коннелли, состоявшей из ирландских добровольцев. По воспоминаниям боевых товарищей, Хиллиард в шутку пародировал христианские молитвы произнося вместо «Во имя Отца, Сына и Святого Духа» — «Во имя Маркса, Энгельса, Ленина, Сталина, Стаханова и партийной линии».
В феврале 1937 года во время отступления республиканцев во время битвы на Хараме, Хиллиард в составе четырёх бойцов был оставлен в арьергарде. Все товарищи Хиллиард погибли, а сам Роберт Хиллиард умер от полученных в бою ран 22 февраля в госпитале города Кастельон-де-ла-Плана.

## Личная жизнь
В 1926 году женился на Эдит Розмари Робинс. В браке родилось четверо детей.

## Память
Роберт Хиллиард упоминается в песне «Viva la Quinta Brigada» ирландского певца Кристи Мура, посвящённой ирландцам, участвовавшим в Гражданской войне в Испании на стороне республиканцев.

## Примечание
1. ↑  Robert (‘Bob’) Martin Hilliard // Dictionary of Irish Biography (англ.) — RIA.
2. ↑  McGarry, Fearghal. Irish politics and the Spanish Civil War (неопр.). — Cork University Press[англ.], 1999. — С. 76. — ISBN 1-85918-239-9.
3. ↑  Viva la Quinta Brigada - Christy Moore. Дата обращения: 13 октября 2015. Архивировано 7 октября 2015 года.

## Ссылка
- The Rev. Robert Martin Hilliard